# Josefina Mutgé Vives
Josefina Mutgé Vives (Barcelona, 1942 - 3 de juliol de 2025) va ser una historiadora i medievalista catalana.
Estudià Filosofia i Lletres a la Universitat de Barcelona entre els anys 1957 i 1963, i posteriorment s'especialitzà en història medieval. Des de l'any 1966, i fins a l'any 2007, va treballar com a investigadora al Consell Superior d'Investigacions Científiques (CISC), i des del 1980 fins al 2007 va formar part de la Institució Milà i Fontanals, de la qual en fou vicepresidenta durant set anys. També va formar part de la Societat Espanyola d'Estudis Medievals.
Estudiosa de la Corona d'Aragó, Mutgé fou una gran especialista de la història catalana i mediterrània del segle XIV, va investigar sobre la vida urbana, social i política a Barcelona durant el mandat d'Alfons el Benigne, així com sobre les relacions entre el cristianisme i l'islam en aquesta època. Va formar part de la revista Anuario de Estudios Medievales, treballant al costat de Maria Teresa Ferrer i Mallol.